# Sebastião da Ascensão
Sebastião da Ascensão, O.P. (Pinheiro da Bemposta, cerca de 1561 - Ribeira Grande, 18 de março de 1614) foi um frei dominicano e prelado português da Igreja Católica, bispo de Santiago de Cabo Verde.

## Biografia
Era nascido nas cercanias de Pinheiro da Bemposta. Entrou para a Ordem dos Pregadores no Convento da Nossa Senhora da Misericórdia, em Aveiro. Era mestre em Teologia e lente dos Casos de Abrantes, quando foi escolhido para ser Bispo de Santiago de Cabo Verde.
Tal nomeação ocorreu em 5 de fevereiro de 1611, quando contava com 50 anos de idade, sendo seu nome confirmado pelo Papa Paulo V em Consistório realizado em 18 de abril do mesmo ano.
D. Frei Sebastião da Ascensão foi consagrado em 26 de junho, no Convento de São Domingos de Benfica, por D. Miguel de Castro, arcebispo de Lisboa, coadjuvado por D. Cristóvão de Jesus Fonseca, O.SS.T., bispo-auxiliar de Évora e D. Jerónimo de Gouveia, O.F.M., bispo-emérito de Ceuta.
A morte prematura do seu antecessor (morto com apenas um mês na Diocese) fez com que a Sé estivesse, no momento de sua chegada a Cabo Verde, em estado de abandono; assim, procedeu com a manutenção da Igreja. Era tido como um pregador zeloso pelos bons costumes e um prelado caridoso, "dava de comer todos os dias a 12 pobres, que servia à mesa". Ainda realizou um Sínodo em janeiro de 1614 e realizou visitas pastorais por toda a sua jurisdição.
Morreu em 18 de março de 1614, supostamente envenenado, na Ribeira Grande.